# Thesium compressum
Thesium compressum är en sandelträdsväxtart som beskrevs av Boiss. & Heldr.. Thesium compressum ingår i släktet spindelörter, och familjen sandelträdsväxter. Inga underarter finns listade i Catalogue of Life.